# Włodzimierz Schmidt
Włodzimierz Schmidt (Poznań, 10 aprile 1943 – 1º aprile 2023) è stato uno scacchista polacco.
Ha ottenuto il titolo di Maestro Internazionale nel 1968 e di Grande Maestro nel 1976.
Nel 2004 la FIDE gli ha attribuito il titolo di FIDE Senior Trainer.

## Principali risultati
Dal 1962 al 1994 ha partecipato a 28 edizioni del campionato polacco (record del campionato), vincendolo sette volte (1971, 1974, 1975, 1981, 1988, 1990 e 1994).
Tra i principali risultati di torneo, la vittoria (da solo o ex aequo) a Lublino 1970, Polanica Zdrój 1973 e 1981 (Rubinstein Memorial), Malmö 1977, Bagneux 1980, Smederevo 1981 e Vinkovci 1986.
Con la nazionale polacca ha partecipato a 14 olimpiadi degli scacchi dal 1962 al 1994, ottenendo complessivamente il 56,8% dei punti.
Ha ottenuto il suo massimo rating FIDE in gennaio 1973, con 2515 punti Elo.